# 鄧彪
鄧 彪（とう ひょう、生年不詳 - 93年）は、後漢の政治家。字は智伯。本貫は南陽郡新野県。鄧禹の一族にあたる。

## 経歴
勃海太守まで上った鄳侯鄧邯の子として生まれた。父が死去すると、鄧彪は鄳侯の封を異母弟の鄧荊・鄧鳳に譲った。明帝は鄧彪の節義を嘉して、これを許可した。
後に鄧彪は州郡に仕え、公府に召された。5回転任して桂陽太守となった。74年（永平17年）、入朝して太僕となった。数年後に継母が死去したため、鄧彪は辞職して光禄大夫となり、喪に服した。喪が明けると、奉車都尉に任じられ、大司農に転じた。81年（建初6年）7月、太尉となった。84年（建初9年）、病のため引退を願い出た。8月、太尉を罷免された。
88年（章和2年）、和帝が即位すると、鄧彪は太傅・録尚書事となり、関内侯の爵位を賜った。永元初年、竇憲の一族が専権を振るい、朝廷では政争が激化したが、鄧彪は自分の保身のみを図って、事態を正そうとはしなかった。さらには竇氏に憎まれていた御史中丞の周紆をその任にふさわしくないとして罷免するよう上奏した。92年（永元4年）、竇氏一族が粛清されると、鄧彪は老病を理由に引退を願い出て、これを許された。93年（永元5年）2月甲寅、死去した。

## 伝記資料
- 『後漢書』巻44 列伝第34